# 이키케현
이키케현(스페인어: Provincia de Iquique)은 칠레 타라파카 주를 구성하는 2개의 현 가운데 하나로 현도는 이키케이며 면적은 2,835.3km2, 인구는 275,042명(2012년 기준), 인구 밀도는 97명/km2이다.